# Peter Hertel (Journalist)

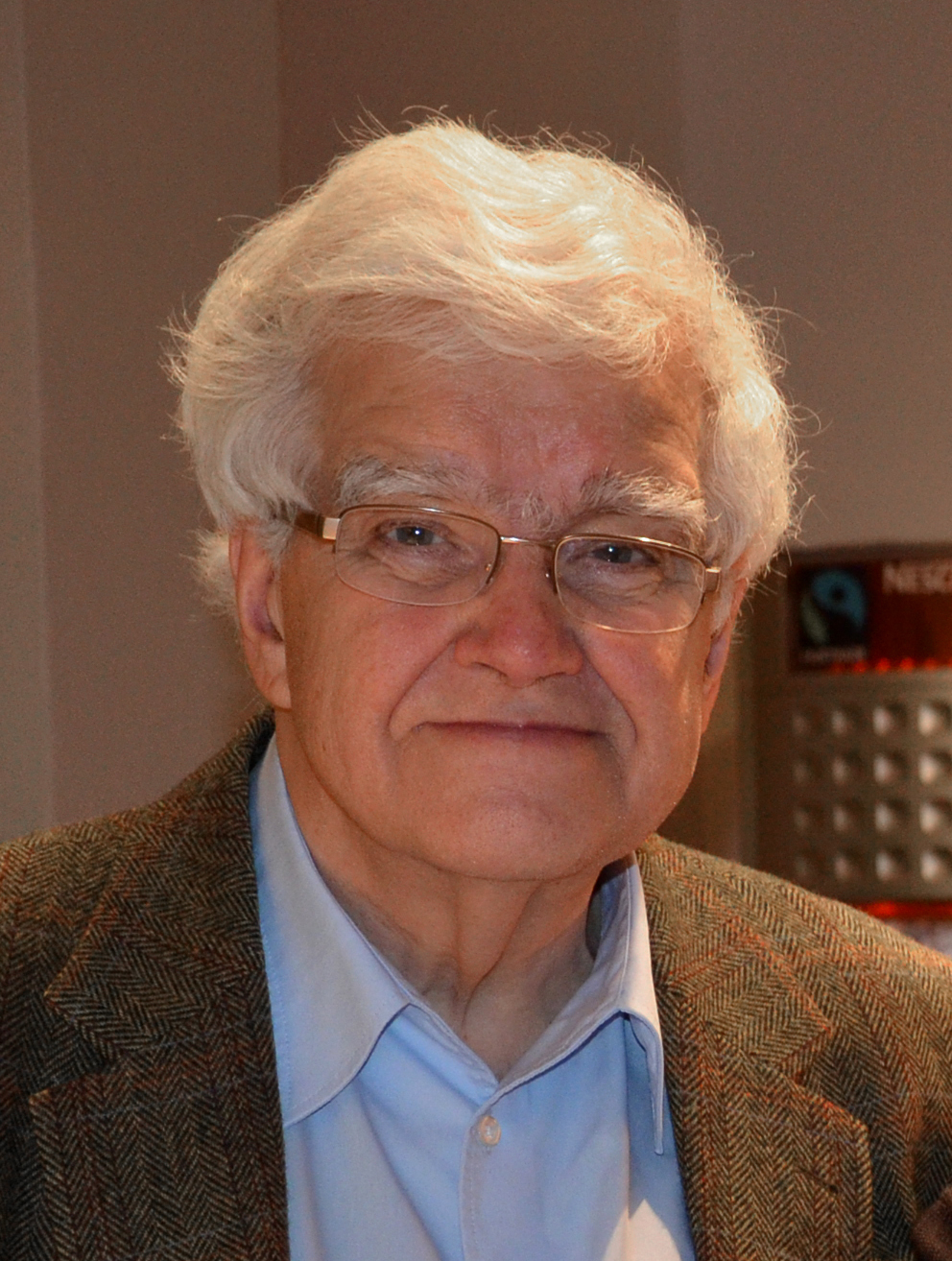
Peter Hertel, 2013

Peter Hertel (* 3. Oktober 1937 in Bockum) ist ein deutscher Journalist, Autor und Theologe.

## Leben
Peter Hertel besuchte von 1943 bis 1947 die Volksschule in Bockum-Hövel. Humanistische Gymnasien besuchte er anschließend bis 1949 in Lüdinghausen, dann in Buxheim im Allgäu bei den Salesianern Don Boscos und von 1953 bis zum Abitur 1956 in Würzburg das Alte Gymnasium (Wirsberg-Gymnasium). Seit 1969 war er mit Hildegard Sillmann (* in Aschaffenburg, † 2006) verheiratet. Sie hatten vier Kinder. Seit 2012 ist er mit Christiane Buddenberg (* in Bad Sachsa) verheiratet. Sie wohnen in Weetzen.

### Studium, Beruf, Interessen
Sein Universitätsstudium der katholischen Theologie und Sozialwissenschaften ab 1956 in Münster und München schloss er in Münster 1963 mit dem Theologie-Examen und 1966 mit dem Diplom für Christliche Sozialwissenschaften ab.
Während seines Studiums war er als Freier Mitarbeiter bei Tageszeitungen in Bockum-Hövel engagiert, wurde 1962 Volontär und 1964 politischer Redakteur bei den Ruhr-Nachrichten. Für die Dortmunder Kirchenzeitung Kirchlicher Anzeiger war er 1965/1966 Alleinredakteur. Nach dem Studium war er Innenpolitischer Redakteur bei den Westfälischen Nachrichten und 1970 bei der Wochenzeitschrift Publik. Nach der Liquidation der Publik durch die Deutsche Bischofskonferenz gehörte er 1972 beim Aufbau von Publik-Forum zu den „Ständigen Mitarbeitern“. Gleichzeitig war er in der Friedrich-Naumann-Stiftung als Redakteur für die Zeitschrift Liberal tätig. Von 1973 bis 1995 arbeitete er im Norddeutschen Rundfunk als Hörfunk-Redakteur für „Religion und Gesellschaft“ (Hauptredaktion Kulturelles Wort). Seitdem ist er Freier Rundfunkjournalist und Buchautor.
Hertel spielte Musikinstrumente, u. a. Orgel und sang in einer evangelischen Kantorei. Seit drei Jahrzehnten ist er engagiert in der Erinnerungsarbeit und im Gespräch zwischen den Religionen, insbesondere im christlich-jüdischen Dialog. Auch beschäftigt er sich mit fundamentalistischen Strömungen im Katholizismus.

### Öffentliche Initiativen
- 1964–1966: Ratsmitglied in Bockum-Hövel.
- 1981–1995: Für die RFFU bzw. IG Medien Vorstandsmitglied im NDR-Personalrat Hannover; zeitweise Mitglied im NDR-Gesamtpersonalrat Hamburg.
- 2014: Initiator des Fördervereins Erinnerungsarbeit Ronnenberg e. V.
- 2021: Initiator der Stolperstein AG Bockum-Hövel[2]

### Kirchliche und ökumenische Tätigkeiten
- 1974: Mitbegründer Ökumenische Initiative Eine Welt (ÖIEW)[2]
- 1980: Mitbegründer der ökumenischen Initiative Schritte zur Abrüstung.
- 1989: Wahl durch die Hildesheimer Diözesansynode in ihren Vorstand.
- 1996–2010: Vorsitzender Katholische Erwachsenenbildung in der Region Hannover.
- 1997: Initiator der katholischen Personalgemeinde Johannes XXIII. (Spätmesse) in der Region Hannover.

## Erinnerungsarbeit
Mit seiner Frau Christiane Buddenberg-Hertel erkundete  Hertel die Geschichte der Juden in Ronnenberg und erarbeitete die Ausstellung „Eingeprägt in unser Gedächtnis – Die Juden von Ronnenberg“ mit 36 Tafeln und mehr als 200 Fotos. Das Schicksal der Juden von Ronnenberg ist ein Beispiel für die völlige Vertreibung einer kompakten jüdischen Gemeinschaft zwischen 1937 und 1939 aus einer deutschen Gemeinde mittlerer Größe. Gezeigt wurde sie bisher vor allem in Schulen in Niedersachsen und Westfalen.
Das Ehepaar Hertel pflegt engen Kontakt mit den Nachkommen der aus Ronnenberg vertriebenen jüdischen Familien, die dem Holocaust entkamen. Die letzten drei noch lebenden besuchten sie 2017 und 2018 in Brasilien, Israel und den USA und führten Zeitzeugen-Videogespräche mit ihnen. Die mehr als 100 jüdischen Gegenstände und Dokumente, die sie dabei erhielten und gesammelt haben, sollen in einem vom Rat der Stadt beschlossenen Lern- und Gedenkort ausgestellt werden. Im Gedenken an die Ronnenberger Juden wurden 22 Stolpersteine verlegt (Siehe: Liste der Stolpersteine in Ronnenberg).
In Hammer Stadtbezirk Bockum-Hövel hat Hertel das Schicksal von sieben vergessenen Juden aufgedeckt, die in Auschwitz ermordet worden sind. Die Verlegung ihrer Stolpersteine arrangierte er für November 2021. In diesem Zusammenhang mit der Erinnerungsarbeit in seinem Geburtsort entstand sein Buch über Erfahrungen in seiner Kindheit. Darin verbindet er Erlebnisse von damals mit Fakten die verdeckt waren und von ihm seit 2021 recherchiert wurden. So kam auch das von der Öffentlichkeit vergessene Gestapo-Arbeitserziehungslager für 131 Zwangsarbeiterinnen ans Licht. Es war im September 1944 auf der Zeche Radbod errichtet worden. Aus dem Lager sind 14 Frauen spurlos verschwunden.
Auf der Grundlage seiner Recherchen wurde vom „Geschichtskreis Zeche Radbod“ mit der „Stiftung Industriedenkmalpflege und Geschichtskultur Dortmund“ am 25. April 2023 eine Stele zur Erinnerung an die Zwangsarbeit auf der ehemaligen Schachtanlage Radbod errichtet.

## Kritik an Opus Dei
Hertel informierte in Büchern über das Opus Dei. Sie gehörten laut Kardinal Lehmann zu den „sehr dezidierten Darstellungen und auch heftige Diskussionen“ auslösenden Veröffentlichungen. Seine Sicht auf das Opus Dei vertrat er auch 1991 in einer ARD-Sendung.
Peter Hertel stellte die innere Struktur des Opus Dei auch anhand von Aussagen ehemaliger Mitglieder dar. Er belegte seine Anmerkungen zu den Denkmustern dieser Organisation u. a. mit Zitaten aus Der Weg (1. Auflage!). Ebenso kritisiert er die enge Verbundenheit von Josemaría Escrivá mit dem Franco-Regime. Seine Kritik gilt auch dem konspirativen Vorgehen des Opus Dei bei der Gewinnung von Jugendlichen als Nachwuchs und der dabei praktizierten Geheimhaltung gegenüber den Eltern.
Besonders intensiv durchleuchtet er die Geldquellen des Opus Dei und die Finanzflüsse zwischen den
von ihm beschriebenen Ebenen des Opus Dei. Diese sind
- die Personalprälatur Opus Dei als Basis der Organisation.
- die korporativen Vereinigungen, z. B. Arbor, seine korporative Kulturgemeinschaft (Société Culturelle und Societá Culturale), ab 1961 mit Sitz in Zürich. Hierzu betone die Prälatur, die Vereinigungen seien nicht ihre Sache, sondern Sache von Mitgliedern in Eigenverantwortung. Die Prälatur bestreite jedwede sachliche Verantwortung. Sie übernimmt gelegentlich die „religiöse“ Betreuung der Mitarbeiter. Dazu stellte Hertel fest, dass Kapitalgewinne von korporativen Vereinigungen in die Arbeit der Prälatur fließen und dies nach den internen Bestimmungen auch so intendiert sei. Formaljuristisch stimme die Auskunft der Prälatur, sei faktisch aber unrichtig.
- die Stiftungen und Banken, z. B. die Limmat Stiftung. Hier bestreite die Prälatur jedwede Mitwirkung. Hertel aber stellte fest, dass die Führungsgremien bzw. Aufsichtsräte in der Regel mehrheitlich von Opus Dei-Mitgliedern besetzt sind, die im Sinne der Prälatur arbeiten und sie teilweise mit erheblichen Finanzmitteln unterstützt haben.[6] Dabei stützt er sich neben eigenen Recherchen auch auf Dritte.[7] Er zeigt auf, dass auch bei Zuwendung öffentlicher Gelder den Entscheidern ebenso wie anderen Unterstützern von Einrichtungen die jeweilige Verbindung zum Opus Dei nicht klar erkennbar ist.

In der Neuauflage 2007 von Schleichende Übernahme sieht er den Papst Benedikt XVI., die Kardinäle Koch und Lehmann sowie die Vatikanbehörde als Förderer des Opus Dei. Er beschreibt „den Kampf des Opus Dei für einen Katholizismus von einst: autoritär-militant im Denkmuster einer Kampfeinheit in einer bösen Welt von Feinden, von Postkommunisten, Liberalen und Befreiungstheologen“. In Folge der Heiligsprechung des Gründers von Opus Dei, Josemaría Escrivá, im Jahr 2002, sieht er einen starken Anstieg des Ordens hin zu einer stetig wachsenden, politisch rechtsgerichtet und konservativen Gemeinschaft.
Darüber hinaus listet er sowohl Sachinformationen wie Ehrendoktorwürden oder sonstige universitäre Auszeichnungen der Opus-Dei-Universität Navarra als auch den „Wortschatz“ von Opus Dei. Ebenso informiert er über wichtige Sympathisanten, Zentren, Mitglieder, Kooperative Vereinigungen, Stiftungen und Banken, die dem Opus Dei sehr nahe stehen. In aktuellen Veröffentlichungen verweist er weiterhin auf Verbindungen von kirchlichen Würdenträgern mit dem Opus Dei.
Hertels Veröffentlichungen über das Opus Dei erschienen in acht Sprachen.

## Auszeichnungen
- 1972: Theodor-Heuss-Preis – verliehen an die Redaktionsgemeinschaft der Zeitschrift Publik für ihr erfolgreiches Bemühen in politischen und weltanschaulichen Auseinandersetzungen[9]
- 2008: Ehrenamtspreis der Kath. Erwachsenenbildung im Bistum Hildesheim – für faire und kenntnisreiche Auseinandersetzung mit dem katholischen Fundamentalismus und innovatives Arbeiten.[10]
- 2023: Goldene Ehrennadel der Stadt Ronnenberg – für sein Lebenswerk.[11]

## Publikationen (Auswahl)

### Bücher
- Gesichter der Zwangsarbeit. Eine Spurensuche in Bockum-Hövel., Agenda Verlag, Münster 2025, ISBN 978-3-89688-885-3.
- 180 Years of Jewish Life in Ronnenberg, mit Christiane Buddenberg-Hertel, Publikation zum deutschen Festjahr „1700 Jahre Jüdisches Leben in Deutschland“, Hg.: Förderverein Erinnerungsarbeit Ronnenberg, Ronnenberg 2022.
- Verwehende Spuren. Die Befreiung Weetzens und seiner Zwangsarbeiter. Förderverein Erinnerungsarbeit Ronnenberg, Ronnenberg 2019.[12]
- Vor unserer Haustür. Eine Kindheit im NS-Staat – früh erlebt, spät erkundet. Agenda Verlag, Münster 2018, ISBN 978-3-89688-596-8.
- Die Juden von Ronnenberg – Eine Stadt bekennt sich zu ihrer Vergangenheit., mit Christiane Buddenberg-Hertel. Hrsg. vón Region Hannover/Gedenkstätte Ahlem. Verlag Hahnsche Buchhandlung, Hannover 2016, ISBN 978-3-7752-4903-4. 2. Auflage: Wehrhahn Verlag, Hannover 2019, ISBN 978-3-86525-803-8
- Schleichende Übernahme. Das Opus Dei unter Papst Benedikt XVI. Publik-Forum, Oberursel 2007, ISBN 978-3-88095-161-7. 2. Auflage. 2009 als aktualisierte Neuausgabe von „Schleichende Übernahme – Josemaría Esvrivá, sein Opus Dei und die Macht im Vatikan“ (4 Auflagen, 2002–2005, ISBN 3-88095-119-5, ISBN 3-88095-130-6)).
- Glaubenswächter. Katholische Traditionalisten im deutschsprachigen Raum. Echter Verlag, Würzburg 2000, ISBN 3-429-02279-7.
- Geheimnisse des Opus Dei. Verschlußsachen – Hintergründe – Strategien. Verlag Herder, Freiburg i. Br. 1995, ISBN 3-451-04386-6.
- Opus Dei – Stosstrupp Gottes oder „Heilige Mafia“? Macht und Einfluss des Opus Dei in der Schweiz und anderswo. Paulus-Akademie Zürich, NZN-Buchverlag, Zürich 1992, ISBN 3-85827-091-1. 2. Auflage: 1993.
- Mit dem Gesicht zur Welt. Echter Verlag, Würzburg 1996, ISBN 3-429-01768-8 (Gespräche mit u. a. Schalom Ben-Chorin, Johannes Rau, Maria Jepsen, Hans Küng, Annemarie Schönherr, Johann Baptist Metz, Eugen Drewermann).
- „Ich verspreche euch den Himmel“ – Geistlicher Anspruch, gesellschaftliche Ziele und kirchliche Bedeutung des Opus Dei. 1. Auflage 1985, ISBN 3-491-77632-5; 4. Auflage. Patmos Verlag, Düsseldorf 1991, ISBN 3-491-77804-2.
- Im Prinzip schwarz. Der deutsche Katholizismus und die Politik., mit Ulrich Teiner, Fackelträger Verlag, Hannover 1975.

### Audio-CDs
- Medizinhütte und Couch – Religion und Psychotherapie. Ein ungeliebtes Verhältnis, Hannover 2002.
- Evangelischer Kirchentag in Hannover – Wo bleibt die Ökumene?, Hrsg.: Katholische Erwachsenenbildung Region Hannover und Evangelische Regional- und Stadtakademie Hannover, Kontrapunkt Nr. 4, Hannover 2004
- Benedikts Stoßtrupp. Das Opus Dei und der deutsche Papst, Ronnenberg 2005.
- Stolpersteine. Ronnenberg sucht jüdische Spuren, mit Anna Gann, Ronnenberg 2006.
- Der Da-Vinci-Köder. Nachdenkliches über Dan Brown & Co, mit Anna Gann, Ronnenberg 2007
- „Ich ein Papst? Gott bewahre!“. Der heilige Johannes XXIII., Ronnenberg 2014
- Gespräch mit Rabbiner Henry G. Brandt, Ronnenberg 2015.

### „Kalenderblatt“ (Auswahl), Deutschlandfunk/Deutschlandradio
- Reichskonkordat mit Hitler, 20. Juli 2008
- Martin Niemöller verhaftet, 17. März 2005
- Der „Löwe von Münster“ – Kardinal von Galen, 13. Juli 2011[13]
- Blasses Schuldbekenntnis in St. Peter, 12. März 2010
- Die Hexenbulle, 5. Dezember 2009
- Ende des Konzils von Konstanz, 22. April 2018
- Beginn der Reformation Martin Luthers, 31. Oktober 2017
- Papst Julius II. – Mäzen der Künste, 21. Februar 2013
- Karlheinz Deschner – 80. Geburtstag, 23. Mai 2004
- Nach dem Kulturkampf: Gewerkschaftsstreit, 24. September 2012